# Bembridae

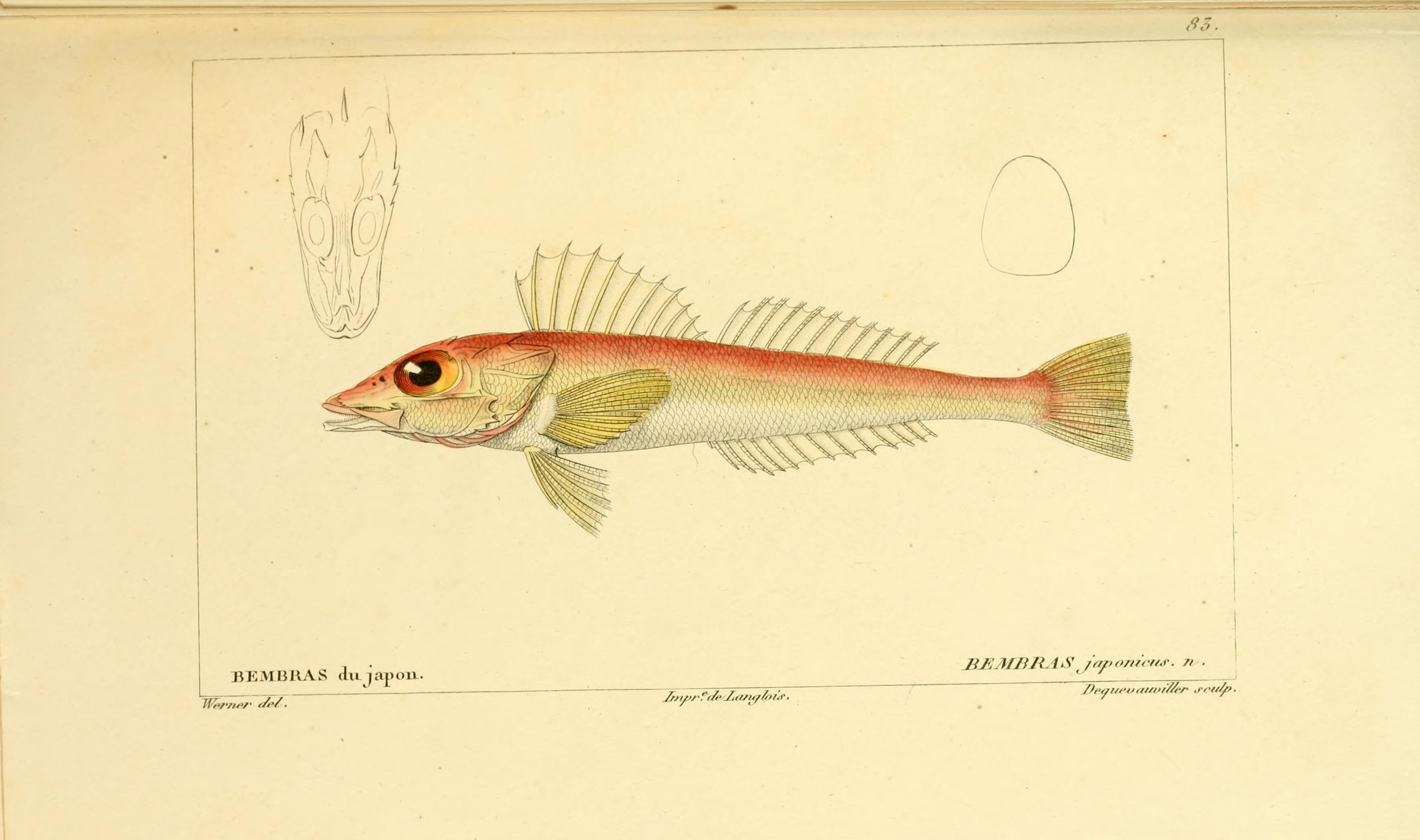
Bembras japonica.

Los Bembridae son una familia de peces marinos, dentro del orden Scorpaeniformes. Su nombre procede del griego bembras, una especie de anchoa.

## Morfología
Cuerpo alargado y cilíndrico de color rojizo, cubierto con escamas ctenoides, la cabeza moderada a fuertemente deprimida, boca grande con dientes finos en mandíbulas, vómer y palatinos, la primera aleta dorsal con 6 a 12 espinas, segunda aleta dorsal con 8 a 12 radios blandos, aleta pectoral con 21 a 27 radios, aletas pélvicas con una espina y cinco radios blandos debajo de la base pectoral, línea lateral completa, sin vejiga natatoria.

## Distribución y hábitat
Son especies marinas distribuidas por el océano Índico, desde Sudáfrica hasta el golfo de Adén, y por el océano Pacífico en Japón, el archipiélago de Hawái y la dorsal de Nazca frente a las costas de Perú. En su mayoría son peces bentónicos pequeños, que se encuentran en aguas más profundas que otros peces del orden, entre los 150 y 650 metros de profundidad.

## Géneros y especies
Existen solo nueve especies en cuatro géneros:
- Bambradon Jordan & Richardson, 1908
- Bembradium Gilbert, 1905
- Bembras Cuvier, 1829
- Brachybembras Fowler, 1938